# Кокалус
Кокалус (грч. Κώκαλος) - митски краљ Сицилије, који је у граду Камику пружио уточиште Дедалу. Када је критски краљ Миној сазнао где се налази Дедал, искрцао се са војском на Сицилију и затражио да му предају бегунца. Да би заштитио госта, Кокалус је убио Миноја у купатилу, а војницима је саопштио да се њихов краљ оклизнуо и удавио у врелој води. Крићани су хтели да му се освете, али ни после пет година опсаде нису успели да заузму град Камик.
Софокле је написао трагедију Камикејци, која није сачувана, као и Аристофанова комедија Кокал.